# Новоросійська операція (1942)
Новоросійська операція 1942 року є оборонними боями радянських військ, що відбувалися в часі з 19 серпня по 26 вересня 1942 року. Здійснювалася військами Північно-Кавказького фронту у співдії із силами Чорноморського флоту й Азовською військовою флотилією, є складовою битви за Кавказ.

## Передуючі обставини
Після зриву радянськими силами задуму нацистського командування щодо ведення на Кавказі операції «Едельвейс» німецьке командування приймає рішення зайняти Новоросійськ та продовжити подальший наступ вздовж Чорноморського узбережжя в напрямі на Батумі. Виконання даного завдання покладалося на 17-ту армію (Ріхард Руофф) групи армій «А»; удари по Новоросійську здійснювали німецький 5-й армійський та кавалерійський корпус Румунської армії. В часі операції ці підрозділи посилюються трьома піхотними дивізіями зі складу 11-ї армії, котрі переводяться з Керченського півострова. Разом з тим від околиць у напрямі Сухумі здійснював наступ німецький 49-й гірський корпус через перевали Головного Кавказького хребта. По радянських даних, у наступі брало участь 27 000 чоловік при 260 гарматах, 170 мінометах, 64 танках і САУ.
Радянські війська, якими керував Семен Будьонний, закріпилися по лінії станиць Шапсугська — Кримська — Троїцька — Слов'янська — Петровська. На цей час створюється загроза прориву нацистських сил на Таманський півострів, до Новоросійська і Туапсе — між 47-ю та 56-ї армії утворився розрив від станиць Абінської до Азовської в 40 кілометрів, практично не прикритих радянськими військами.
17 серпня радянське керівництво в намаганні об'єднати зусилля військ та флоту у обороні Новоросійська створює Новоросійський оборонний район. До складу оборонного району вводилися 47-ма армія — 77-ма (полковник Е. Е. Кабанов) та 216-та стрілецька дивізія 56-ї армії, 103-тя окрема стрілецька курсантська бригада, 83-тя морська стрілецька бригада, 1-ша зведена бригада морської піхоти, Азовська військова флотилія, військово-морські бази Керченська, Новоросійська, Темрюцька, та зведена авіагрупа — 237-ма авіадивізія 5-ї повітряної армії і частини ВПС Чорноморського флоту — загалом 112 літаків І-15, І-16, Іл-2 та МБР-2 (командир — генерал Павло Кваде); загальне керівництво доручалося генералу Григорію Котову (з 8 вересня генерал Андрій Гречко — Котов знятий з посади), заступником по морській частині — командуючий Азовською флотилією контр-адмірал Сергій Горшков. Перед оборонним районом ставилося завдання не допустити здійснення просування сил противника до Новоросійська як з суші, так і з моря. Оборону сухопутної частини мала здійснювати 47-ма армія разом із морською піхотою, захист бази з моря покладався на берегову артилерію — 87 45-122-мм стволів, авіацію та кораблі військово-морської бази — 2 канонерські човни, 26 катерів охорони, 17 торпедних катерів. Межі Новоросійського оборонного району проходили по населених пунктах Анапа — станиці Кримська — Абінська — Шапсугська — Фальшивий Геленджик. Хоча радянське угрупування в даному районі нараховувало близько 15000 чоловік, в напрямі удару противника 2200 бійців при 36 танках, 36 гарматах та 30 мінометах.
Проводяться заходи по здійсненню міцної оборони, однак до середини серпня готовність оборонних рубежів складала лише близько 20 % і тільки на зовнішній лінії — хоча план зведення оборонних споруд був затверджений ще у жовні 1941 року, роботи почалися в липні 1942-го — передовий рубіж оборонних рубежів проходив по лівому березі річки Кубань за 40-60 кілометрів від міста, головний — за 25-35 км та впирався флангами в море біля Анапи та мису Дооб. Тиловий оборонний рубіж проходив за 10-25 кілометрів від міста, рубежі прикриття проходили по окраїнах. Війська Новоросійського оборонного району були ослаблені в попередніх боях та поступалися в чисельності частинам противника — згідно радянських даних — в 7 разів по артилерії та мінометах, у людській силі — в 4, по авіації й танках — в 2 рази. До 18 серпня загальна кількість радянських сил на обороні Новоросійська складали 15000 чоловік.
216-та стрілецька дивізія займала позиції біля станиці Шапсугської, окремі підрозділи — біля хуторів Еріванський та Семенцовка, станицю Абінську обороняла 103-тя окрема курсантська стрілецька бригада, 2 батальйонами — біля Кримської, 1 рота біля Троїцької, 1 батальйон оборонявся в районі Київського та Варениківської; зведена бригада морської піхоти — в напрямі Неберджаївської.

## Перебіг боїв 19-25 серпня
19 серпня нацистські сили починають наступ — 9-та та 73-тя піхотні дивізії, маючи головними напрямами станиць Абінська, Кримська і Сєверська та допоміжні — на Темрюк й Таманський півострів, де знаходилися невеликі за чисельністю радянські гарнізони. До кінця дня нацистами були зайняті станиці Ільська, Охтирська, Сєвєрська, Холмська, почалися бої за Абінську — 103-тя бригада відбила спробу відразу зайняти її. Проти радянських частин біля Анастасіївської і Троїцької починають наступ 5-та, 6-та та 9-та дивізії румунського кавалерійського корпусу, ці станиці зайнято, румунські сили зупинено біля залізничної станції Кримська, після чого 2 дивізії починають наступ на Темрюк. За підтримки авіації та артилерії румунські сили прорвали фронт під Темрюком та наступають на станицю Курчанську, на аеродромі в Анапській знищено 6 радянських літаків, в повітряних боях підбито 2 німецьких.
Штаб Азовської флотилії для посилення захисту Темрюка формує із особового складу сторожових кораблів й катерів батальйон морської піхоти — до 500 бійців — під керунком Цезаря Куникова. Батальйон займає позиції під станицею Курчанською, після прибуття підмоги та за підтримки 40-го артдивізіону, артилерії канонерських човнів, монітора та річкових канонерських човнів до вечора 20 серпня утримував позицію, після чого відійшов на другу лінію оборони. Сили Люфтваффе бомбардували Туапсе та радянські катери в Темрюцькій затоці, потоплено 2 катери, 2 катерних тральщики, 3 сейнери та 3 баржі.
21 серпня сили 5-го німецького армійського корпусу продовжують наступ від Абінської та румунським кавалерійським корпусом від Троїцької на Новоросійськ. Командувач радянської 47-ї армії наказує перевести під станицю Кримську 83-ю морську стрілецьку бригаду (полковник Валентин Вруцький), котра до того охороняла морське узбережжя; однак вже до кінця дня противник зайняв Абинську й Кримську. Для уникнення загрози проникнення сил противника перевалами адмірал Горшков вирішує сформувати з тилових частин та Новоросійської військово-морської бази загони морської піхоти — загальним числом до 1000 чоловік, котрі направляються на перевали Бабича, Вовчі Ворота, Кабардинський та дорогу на Абрау-Дюрсо, де й був стриманий наступ противника; штаб Азовської флотилії перебазувався із Су-Псех до Новоросійська. Під Темрюком радянські частини відійшли за річку Курка, відбита спроба противника висадитися на косі Тузла.
22 серпня німецьке керівництво змінює 5-ту румунську кавалерійську дивізію, що зазнала значних втрат, на 9-ту, та вранці продовжуються бої у напрямі Темрюка, увечері 23-го Темрюцька військово-морська база перебазовується на Таманський півострів; радянська ППО збила розвідувальний Fw 189.
103-тя стрілецька бригада протягом 22-23 серпня вела оборонні бої по лінії Неберджаєвської — Нижньо-Баканського — Горно-Веселого, німецькі сили захопили станицю Неберджаївську та Нижньо-Баканський, спроби продовжити наступ вздовж шосе Верхньо-Баканський — Новоросійськ були відбиті.
В напружених боях радянські частини до 25 серпня зупинили наступ та зірвали нацистські плани в швидкому часі зайняти Новоросійськ. Генерал Котов вирішує здійснити контрудар силами 77-ї стрілецької дивізії, протягом 3-денних боїв дивізія змогла вибити противника з ряду висот біля Неберджаївської та, зазнавши значних втрат, зупинила наступ.
Скориставшись короткочасною перервою, частини 47-ї армії пришвидшено споруджують укріплення на займаних позиціях і отримали поповнення із складу тилових частин та морської піхоти; на Таманському півострові 26 серпня створюються 3 бойові ділянки, охорону яких здійснювала морська піхота.

## Бої 26 серпня— 26 вересня
Нацистські сили переводять підкріплення з напрямку Туапсе — 125-та піхотна дивізія (генерал Фрібе) — та на 29 серпня відновлюють наступ через Верхньо-Баканський і Натухаєвську, 9-та піхотна дивізія — з Неберджаївської на Мефодіївський. З великими втратами нацистські сили виходять до Чорноморського узбережжя близько Анапи- частини 5-ї й 9-ї румунських кавалерійських дивізій. 31 серпня радянські сили вибиті з Анапи, ізольовані цим самим підрозділи морської піхоти, що обороняли Таманський півострів, куди 1 вересня починається перекидання сил противника з Криму, б'ються біля Варениківської, Красного Октября та Темрюка. До 31 серпня німецька 73-тя піхотна дивізія після 3-денних затятих боїв при значних втратах змогла просунутися на 3-5 кілометрів, 125-та піхотна зайняла станицю Раєвську, румунські частини — Гостагаєвську.
1 вересня згідно директиви Ставки верховного головнокомандування війська Північно-Кавказького фронту перетворені у Чорноморську групу (очолює генерал Яків Черевиченко) та входять до складу Закавказького фронту — 12-та, 18-та, 47 та 56-та армії, 4-й гвардійський кавалерійський корпус, керувати фронтом лишився Іван Тюленєв. З резерву фронту переводиться 318-та стрілецька дивізія (керувати призначений полковник В. А. Вруцький).
Протягом 1 — 6 вересня формуються та відправлені під Новоросійськ 2 батальйони, котрі увійшли до складу 83-ї морської бригади; з Поті та Туапсе прибули 15-й, 16-й та 17-й батальйони морської піхоти — 3400 чоловік, котрі були об'єднані в 200-й морський полк, із прибулих з Таманського півострова бійців формують 2-гу бригаду морської піхоти.
У ніч на 2 вересня німецька 46-та піхотна та румунська 3-тя гірська дивізії починають форсувати Керченську протоку, яким протидіяла радянська берегова артилерія, кораблі та авіація.
Вранці 4 вересня німецькі сили здійснюють спробу прорватися до Новоросійська з боку Неберджаївської, їм протистояли 1-ша зведена бригада та полк морської піхоти за підтримки берегової й корабельної артилерії.
5 вересня радянські сили з Таманського півострова евакуйовуються в Геленджик — до 6000 бійців. У обороні Новоросійська брали участь кораблі Чорноморського флоту, 5 вересня обстріл наступаючих німецьких частин вели лідер «Харків» та есмінець «Смишлений».
В часі з 5 по 6 вересня силам противника вдається захопити перевал Вовчі Ворота, Абрау-Дюрсо та Південну Озерейку, вийти на дорогу Неберджаївська — Мефодіївський та прорватися до північно-західних околиць Новоросійська.
6 вересня від станції Тунельної по Анапському шосе в Новоросійськ пробилися танки й автоматники противника, в бою були зупинені біля хлібозаводу. До вечора того дня в лавах Новоросійського оборонного району залишалося тільки близько 6000 чоловік при 153 гарматах; у 83-й морській стрілецькій та 103-й стрілецькій бригаді — по 70 осіб, в 77-й, 216-й та316-й дивізіях — по 700—800 бійців.
7 вересня нацистські сили прориваються між опорними пунктами 47-ї армії в Новоросійськ — 9-та піхотна дивізія, зав'язуються вуличні бої, захоплено противником залізничний вокзал і елеватор. 255-та бригада морської піхоти відійшла на гору Колдун; по звітності командування бригади з 26 серпня було вбито до 3000 вояків противника, знищено 7 мінометних батарей, 5 танків, 24 автомобілі.
До кінця дня 9 вересня нацистські війська змогли зайняти більшу частину західного району Новоросійська, 10-го радянські сили відходять та закріплюються на східному березі Цемеської затоки, 37 гармат берегової артилерії на західному березі після закінчення набоїв підірвано особовим складом.
У запеклих боях червоноармійці змогли зупинити нацистський наступ 11 вересня в південно-східній частині міста, однак вуличні бої продовжувалися до 26-го. Радінформбюро навіть 11 вересня повідомило, що радянські війська відійшли з Новоросійська; проте нацистські сили були зупинені на рубежі цементних заводів — гори Довгої — балки Адамовича.
12 вересня при перекиданні радянських сил із західної частини міста у східну було потоплено 1 радянський катер.
По ізоляції радянських частин на Таманському півострові радянське керівництво змушено відводить кораблі Азовської флотилії в Чорне море.
До 15 вересня війська лівого флангу 47-ї армії відбивали нацистські атаки вздовж узбережжя на Туапсе, з цього дня лінія фронту стабілізувалася.
19 вересня 3-тя гірськопіхотна дивізія Фільчінеску переходить у наступ та тіснить частини 216-ї радянської дивізії й 2-ї бригади морської піхоти. До 22 вересня румунські вояки захопили кілька висот та вклинилися у радянську оборону вглиб до 6 кілометрів, радянське керівництво приймає рішення вдарити по флангах цього угрупування та ліквідувати його. Це завдання було доручене 77-й стрілецькій дивізії, 255-й бригаді морської піхоти (полковник Дмитро Гордєєв) та 93-й бригаді морської піхоти (підполковник Д. В. Красников). На світанку 25 вересня починається радянська контратака, в дводенному бою румунська дивізія була розбита — втрати вбитими, пораненими та полоненими склали до 8000 чоловік (в інших джерелах — всі 10000), залишки 3-ї гірськопіхотної зняті з фронту. Після цього радянські війська просунулися вглиб зайнятої противником території до 15 кілометрів, зайняли хутір Скажена Баба, звільнено долину від станиці Шапсузької до Абинської.

## Результати та втрати
Після унеможливлення проходження до приморського шосе на Туапсе нацистські частини 27 вересня (в інших джерелах — 29-го) переходять до оборони.
Згідно звітності, берегова артилерія Чорноморського флоту з 19 серпня по 11 вересня знищила 7 мінометних та 4 артилерійські батареї, до 200 автомобілів, 12 танків та близько 3000 військових.
Згідно радянських джерел, сили противника в боях за Новоросійськ 1942 року втратили 14 000 осіб вбитими й пораненими, 96 гармат і мінометів, 47 танків, 25 літаків.
Зенітна артилерія зазначала, що за час оборони Новоросійська було знищено 39 автомобілів, 10 гармат, 4 танки, 4 міномети, збито 7 літаків.
Морська авіаційна група за цей період ліквідувала 27 літаків, 10 танків, 305 автомобілів, 6 артилерійських й мінометних батарей, до 2000 військовиків.